# Michail Michailowitsch Schtscherbatow

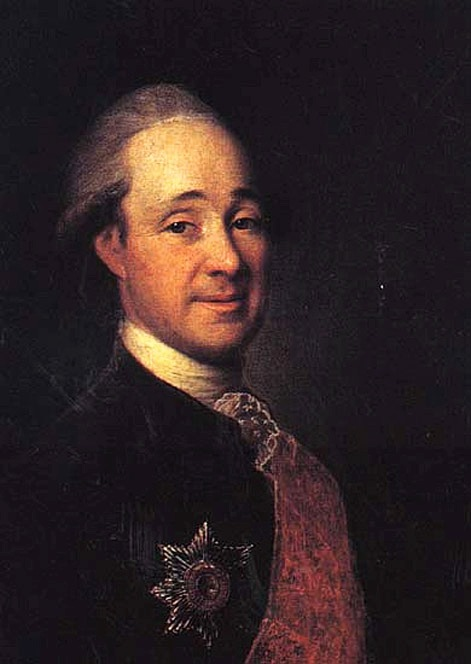
Michail Schtscherbatow, porträtiert von Dmitri Lewizki

Fürst Michail Michailowitsch Schtscherbatow (russisch Михаил Михайлович Щербатов; wiss. Transliteration Michail Michajlovič Ščerbatov; * 22. Julijul. / 2. August 1733greg. in Moskau; † 12. Dezemberjul. / 23. Dezember 1790greg. in Sankt Petersburg) war ein russischer Historiker, Philosoph und politischer Ideologe der Russischen Aufklärung. Er war kaiserlich russischer Heroldmeister und Kammerjunker.
Er ist insbesondere als Verfasser eines Werkes über die Sittenverderbnis in Russland bekannt. Sein Werk Reise ins Land Ophir ist eine Staatsutopie mit der Sozialutopie eines russischen Adelsstaates. Seine umfassende Russische Geschichte seit frühester Zeit blieb unvollendet.
Schtscherbatow beschäftigte sich mit der von Peter dem Großen in Russland eingeführten Despotie. Angesichts dieses Problems nahm er eine konservative Haltung ein. Er kritisierte die Nachahmung westlicher Standards, auf die der Reformator so stolz war. Er sah das Geheimnis der russischen Macht nicht in Reformen, sondern in der Tradition der Zusammenarbeit zwischen Zaren und Bojaren.
Das Tagebuch Peters des Großen vom Jahr 1698 bis zum Schlusse des Neustädter Friedens (im Jahr 1721) gab Schtscherbatow heraus (St. Petersburg, 1770–1772). 1777 wurde er Ehrenmitglied der Petersburger Akademie der Wissenschaften.

## Werke
- Über die Sittenverderbnis in Russland. Hrsg. v. Karl Stählin. Aus dem Russ. übertr. und bearb. von Ina Friedländer unter Mitw. von Sergjej Jacobsohn. Berlin : Newa-Verl., 1925 (Quellen und Aufsätze zur russischen Geschichte 5)[2]
- Russische Geschichte. (Übersetzt von Christian Heinrich Hase). (Online-Teilansicht; in modernisierter Schreibung:)
  - 1. Teil: Vom Anfang bis auf den Tod des Großfürsten Jaroslaw Wladimirowitsch
  - 2. Teil: Vom Anfang der Regierung Isjalslaws Jaroslawitsch bis auf die Unterjochung Russlands durch die Tataren. Danzig Flörke, 1779
- Reise ins Land Ophir (Puteschestwije w semlju Ofirskuju Путешествие в землю Офирскую Putešestvie v zemlju Ofirskuju) - russisch
- (Hrsg.) Žurnal, ili, Podennaja zapiska, blažennyja i včnodostojnyja pamjati Gosudarja Imperatora Petra Velikago s 1698 goda, daže do zaključenja Nejštatskago mira (St. Petersburg: Kaiserliche Akademie der Wissenschaften, 1770–1772)
  - Tagebuch Peters des Großen : vom Jahr 1698 bis zum Schlusse des Neustädter Friedens; aus dem Russ. Originale übers. Berlin u. a. 1773 (Digitalisat)